# 史宁
史宁（6世紀—563年），字永和，建康郡表氏县（今甘肃省高台县）人，北魏、西魏、北周官员。

## 家世
曾祖史豫，仕北凉沮渠氏为临松令。439年，北魏平定凉州，北凉灭亡，祖父史灌被迁到抚冥镇，因此定居当地。父史遵，初为北魏征虏府铠曹参军。正光四年（523年）爆发六镇之乱，同年八月，柔玄镇兵杜洛周在上谷郡起兵，史遵遂率乡里团练前往恒州。后恆州被义军攻破，史遵逃归洛阳，拜楼烦郡守。史宁在北周显赫时，追赠散骑常侍、征西大将军、凉州刺史，谥曰贞。

## 生平
史宁年轻时以军功，官职累加至持节、征东将军、金紫光禄大夫。永熙二年（533年），贺拔胜被孝武帝元修任命为荆州刺史，史宁以本官为贺拔胜军司，随胜赴任，不久史宁被任命为南郢州刺史。贺拔胜为大行台，上表推荐史宁为大都督。攻取南梁下溠戍，生擒戍主尹道珍，封武平县伯。又攻取梁齐兴镇等九城。未及论功，534年七月廿八日（8月22日），孝武帝与高欢决裂，向西投奔宇文泰，高欢命贺拔胜率军回洛阳，又派侯景入荆州，贺拔胜无奈南奔梁朝，史宁也随胜奔梁。梁武帝让史宁到香案前，对他说：“观卿风表，终是富贵，我当使卿衣锦还乡。”史宁答道：“臣世荷魏恩，位为列将，天长丧乱，本朝倾覆，不能北面事逆贼，幸得息肩有道。傥如明诏，欣幸实多。”并痛哭流涕，梁武帝为之动容。史宁在南梁二年，贺拔胜与史宁暗中计划回北方，史宁建议找梁武帝宠臣朱异帮忙说情，梁武帝就答应了，并亲自在南苑为他们送行。
大统二年（536年），史宁回到西魏长安，进爵位为武平县侯。后迁任车骑将军，行泾州事。538年，反贼首领莫折后炽四处寇掠百姓，史宁率州兵与行原州事李贤一起征讨，史宁屡战屡败，李贤乘莫折后炽与史宁交战，率骑兵袭击敌军的后营和辎重，大败贼军。
史宁转任东义州刺史。东魏亦以胡梨苟为东义州刺史。史宁先行进州，梨苟后至，史宁领兵冲击，斩杀其洛安郡守冯善道。东义州是东、西魏战场前线，百姓因战乱流移失所，史宁留心抚慰，逐渐安定。转凉州刺史。史宁未至而前刺史宇文仲和据州作乱，西魏朝廷命独孤信与史宁一起征讨。史宁先至凉州，向城中官民陈述利害祸福，于是州人皆相率降附。仲和仍据城死守，最终被攻克。后迁骠骑大将军、开府仪同三司，加侍中，进爵为武平县公。 
大统十六年（550年），宕昌羌酋长梁獠甘作乱，赶走羌王梁弥定自立为王，并与傍乞铁匆及郑五丑等结成联盟。西魏命史宁率军与宇文贵、豆卢宁等人征讨。獠甘兵败率百骑逃投生羌王巩廉玉。弥定被魏军重新迎回宕昌为王。史宁继续追击獠甘，大破之，生擒獠甘，示众后斩首。巩廉玉也被捉住送到长安。史宁将魏军所获的物资，全部分赏给将士。回师后，史宁被命率所部镇守河阳。
史宁在凉州任刺史时，胡人都对他很服气，迁镇之后，凉州人对他很思念。魏废帝元年（552年），史宁再次被任命为凉甘瓜三州诸军事、凉州刺史。他率兵攻击侵扰河右的柔然国遗族部落，俘虏前国主阿那瓌的子孙二人，并其种落酋长。前后降数万人。进爵安政郡公。二年（553年），吐谷浑派使者前往北齐，被史宁半途捉获，就拜大将军。史宁后遣使者向宇文泰报告政事，宇文泰即以自己所穿的冠履衣被及弓箭甲等赏赐给史宁，对使者说：“替我谢凉州（史宁），孤解衣以衣公，推心以委公，善始令终，无损功名也。” 
当时突厥木杆可汗南征吐谷浑，从凉州借道而过，宇文泰令史宁率骑兵跟随。军至番禾，吐谷浑已经察觉，向南山而逃。木汗想要分兵追之，令各部在青海会师。史宁对木汗说：“树敦、贺真二城是吐谷浑巢穴，今若拔其本根，余种自然离散，此为上策也。”木汗从之，即分为两军，木汗从北道向贺真，史宁向树敦。吐谷浑娑周王率众迎战，被史宁击败斩杀。史宁进军至树敦。树敦是吐谷浑的旧都，城中有很多财物。而吐谷浑国主先前已逃往贺真，留下其征南王及数千人固守。史宁派兵攻打，假装退却，吐谷浑人果然开门追逐，史宁于是回兵奋击，城门还没来得及关，就被魏军攻入。生擒其征南王，俘虏的男女财宝尽归突厥。吐谷浑贺罗拔王依靠险峻地形设立营寨，想要拦住史宁进军之路，被史宁攻破。木汗也攻破贺真城，俘虏了吐谷浑国主和妻儿，大获珍物。史宁撤军到青海，与木汗会师。木汗握着史宁的手，赞叹其勇敢决断，并将自己所乘良马，让史宁在帐前骑上，木汗亲自步行送别。突厥人见史宁在吐谷浑战争中攻城掠地，战功彪炳，对他很是畏惮，都说道：“此中国神智人也。”史宁班师回国时，木汗又赠送史宁奴婢一百口、马五百匹、羊一万口。史宁回到凉州不久就被征入朝。566年十月，宇文泰逝世，史宁悲恸不已，请求前往宇文泰陵墓前哀悼，并告以此行吐谷浑战役的捷报。
567年，北周孝闵帝受禅，史宁拜小司徒，出为荆州刺史、荆襄淅郢等五十二州及江陵镇防诸军事。史宁富有谋略，临敌指挥，军队皆一一按照他的策划而行，甚得当时之人赞誉。在荆州为官时，颇自奢华骄纵，贪浊不遵法度。曾经出行时，有人投诉州佐违法，史宁却将告状者交给被告者审理，从此后有事者就不敢向他告状了，他的声名在荆州大损。保定三年（563年），死于荆州，谥曰烈。子史雄继承。

## 家庭

### 子女
- 史雄，北周使持节、骠骑大将军、开府仪同三司、大驭中大夫、安政郡公
- 史祥，隋朝右光禄大夫、燕郡太守、阳城郡公
- 史云，隋朝莱州刺史、武平县公
- 史威，隋朝武贲郎将、武当县公
- 史世贵，嫁隋朝使持节、上开府、毛州诸军事、毛州刺史、滑定公韦寿[1]

## 延伸阅读
[在维基数据编辑]
 《周書/卷28》，出自令狐德棻《周書》
 《北史·卷061》，出自李延壽《北史》